# 省道2號 (布宜諾斯艾利斯省)
省道2號（西班牙語：Ruta Provincial 2），正式名稱為胡安·曼努埃尔·范吉奥2号快速公路（Autovía 2 Juan Manuel Fangio），是阿根廷布宜諾斯艾利斯省的一條省道，全長370公里。以旧2号国道为基础建设。自1990年以来，它一直在布宜诺斯艾利斯省的管辖之下。省法第12994号确定这条公路以胡安·曼努埃尔·范吉奥为名，不过大部分人称为2号公路（西班牙語：La Ruta 2）。
道路从胡安·玛丽亚·古铁雷斯（贝拉萨特吉区）和工程师胡安·艾伦（弗洛伦西奥·巴雷拉区）交界处的胡安·玛丽亚·古铁雷斯环岛与省道1号和36号以及国道A004的交界处延伸而来。它与省道36号路线重叠6公里直到贝拉萨特吉区的埃尔帕托分离，并在马德普拉塔国道226号结束。
1938年1月23日首階段通車，10月5日全面通車。1990年11月15日由國道轉編為省道。
因为它将首都布宜诺斯艾利斯与海滨度假胜地马德普拉塔相连，并通过其他省道可以到达布宜诺斯艾利斯大西洋沿岸的不同旅游区，于是成为该国交通量最大的大道之一，特别是假期。

## 途径

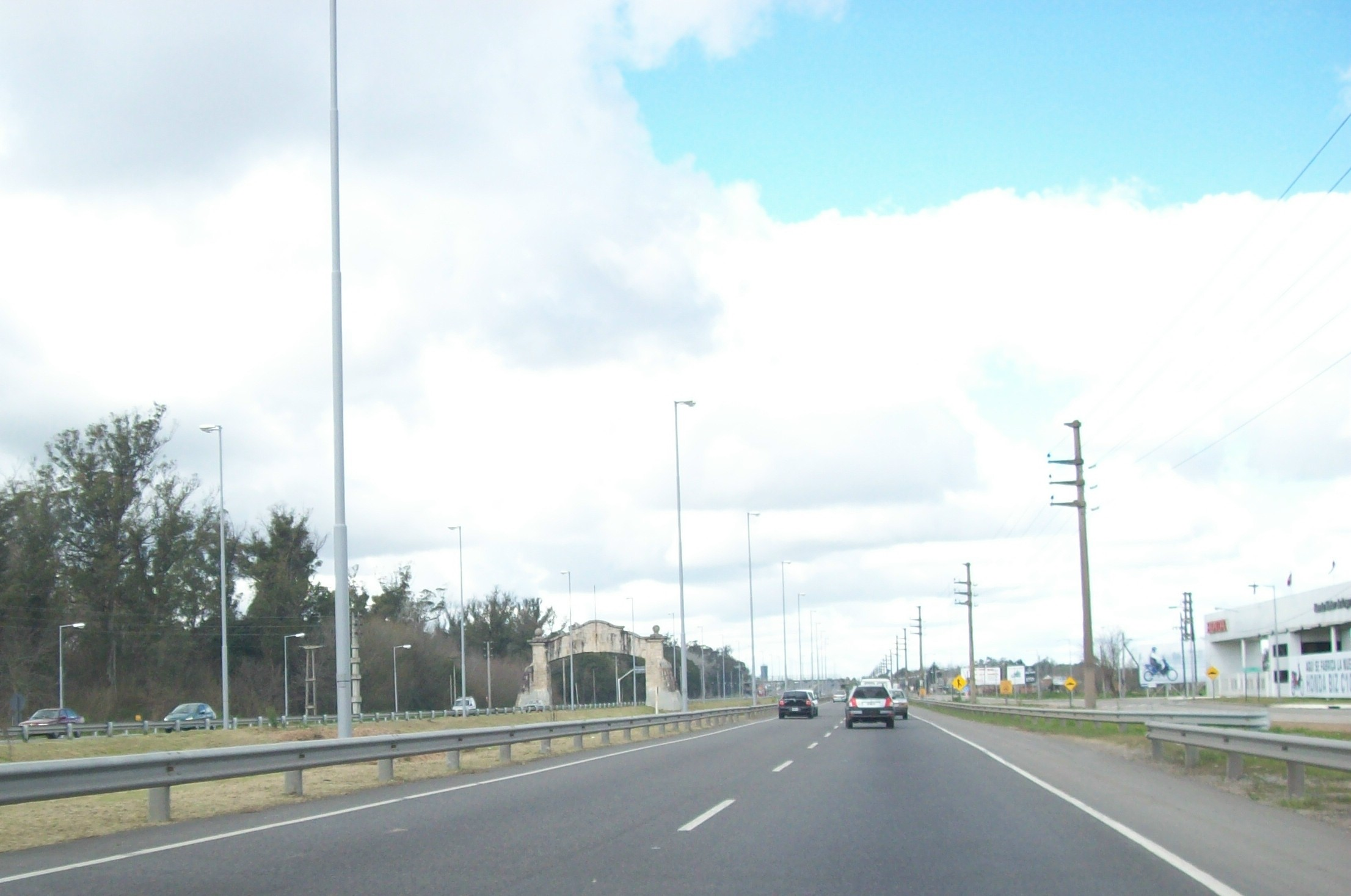
Arco de entrada a la antigua estancia que es actualmente el Parque Pereyra Iraola. Una de las calzadas de la autovía pasa por debajo.

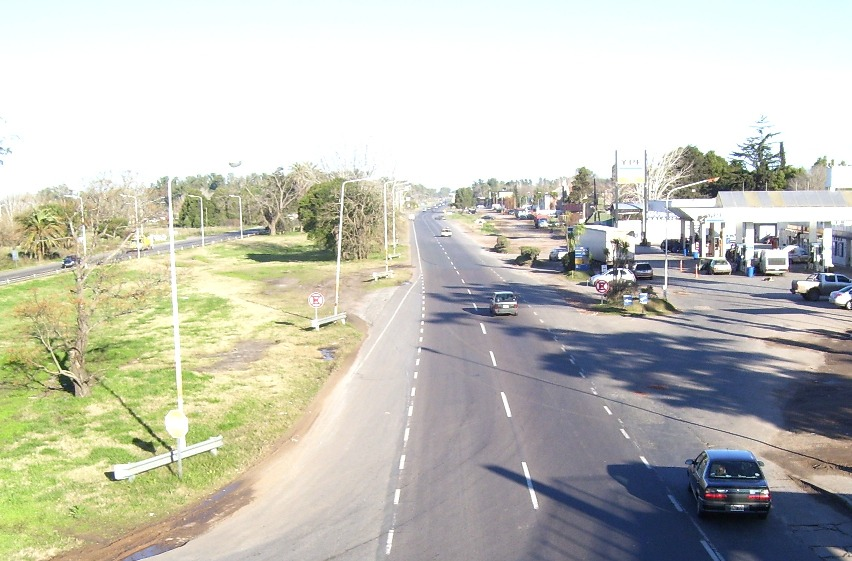
Autovía en su paso por Castelli, vista hacia el sur.

这条公路大致呈南北走向。始于胡安·玛丽亚·古铁雷斯环岛，其他几条重要公路汇聚于此，如省道36号（通往西基尔梅斯、阿韦利亚内达和布宜诺斯艾利斯）、A004国道（与1号国道相连）和省道1号（通向拉普拉塔）。在环岛上有着一座桥连接A004号国道和2号快速公路。